# 白旗の少女

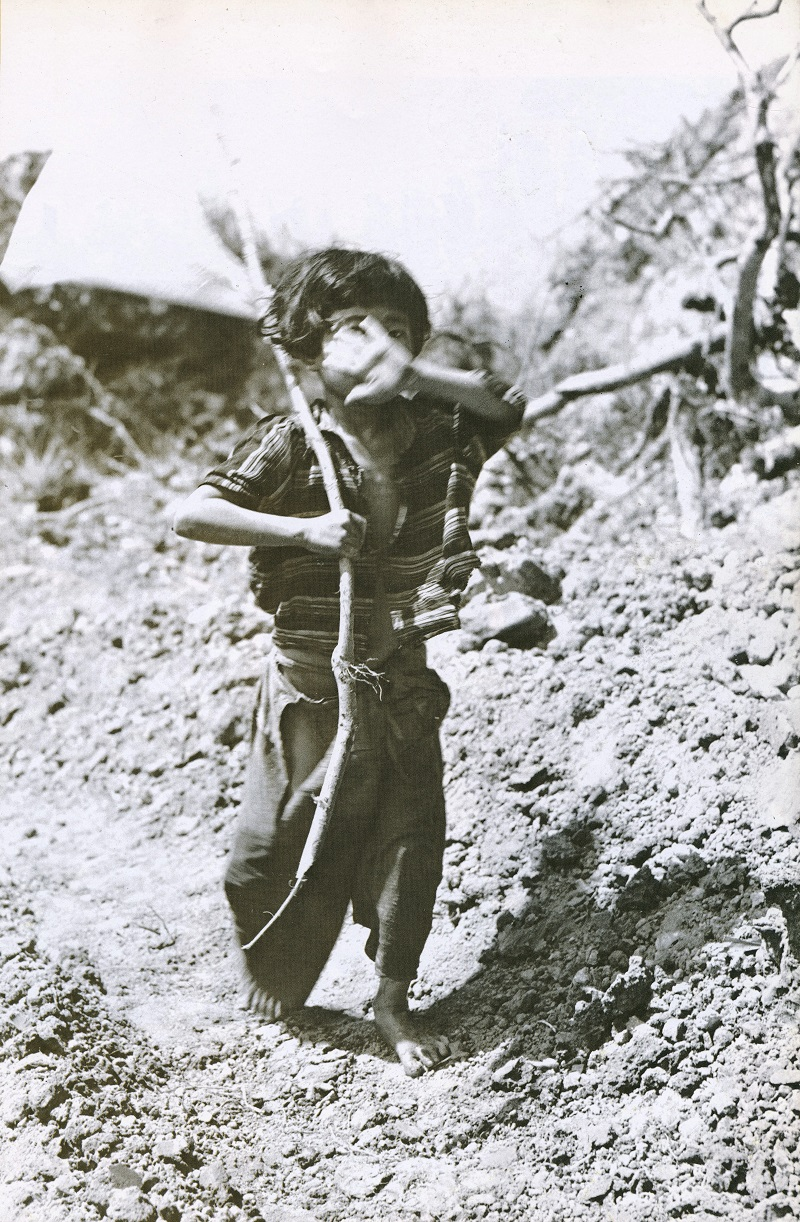
1945年6月25日に米陸軍戦闘カメラマンのジョン・ヘンドリクソンにより撮影された比嘉（当時は松川）富子

『白旗の少女』（しらはたのしょうじょ）は、1945年6月に太平洋戦争末期の沖縄戦において、アメリカ軍によって撮影された写真およびその被写体となった女性、さらにその女性（比嘉富子）が自身の体験を元に執筆した小説である。小説は、1990年にはフジテレビで、2009年にはテレビ東京で、それぞれテレビドラマ化されている。
本記事では写真の撮影とそれが一般に知られるようになり、比嘉が小説を執筆するに至った経緯についても説明する。

## 経緯

### 写真の撮影と一般への周知
該当の写真は、沖縄戦が終盤となっていた1945年6月25日に、アメリカ軍のジョン・ヘンドリクソンが撮影したものである。おかっぱ頭の少女が木の棒の先に白旗をつけて手を振る様子が捉えられている。
この写真は、沖縄戦の研究に当たっていた大田昌秀（後に沖縄県知事）が調査研究の過程で発見収集し、1977年に刊行した『写真記録 これが沖縄戦だ』（琉球新報社）に掲載された。
1984年、アメリカ軍による沖縄戦の記録映画を募金によって買い取る「子どもたちにフィルムを通して沖縄戦を伝える会」の「1フィート運動」でもたらされたフィルムに、この写真と同じ場面を撮影したものが含まれていることが判明し、テレビニュースなどで紹介される。1986年からは運動で集められた他のフィルムとともに編集された『沖縄戦 未来への証言』が公開された。この映画では、少女の後を数人の日本兵がついて歩く様子が映っており、「少女を盾にして投降したのではないか」「兵士が少女に白旗を持って歩くことを強要したのではないか」といった反応も示された。また、写真とフィルムを元にして創作された絵本『りゅう子の白い旗 沖縄いくさものがたり』（文・新川明、絵・儀間比呂志）が1985年に刊行されている。

### 比嘉による名乗り出と小説執筆
1987年10月、比嘉富子が自分が白旗の少女であると名乗り出た。当時比嘉は48歳で、沖縄タイムスのインタビューに応じる形であった。1988年6月にはニューヨークでの「平和大行進」に参加、その際に自分を撮影したカメラマンに会いたいというプラカードを掲げた。7月に比嘉はヘンドリクソンと再会を果たしている。
翌1989年、講談社から、子供用のシリーズ「講談社のノンフィクション」の1冊として『白旗の少女』を刊行する。比嘉は本の「あとがき」の中で、映画の公開以来日本兵が自分を盾にしたかのような誤解を受けてきたことを残念に思っていること、日本兵は直前にたまたま別の道から合流したために後に続く形になっただけであることを記している。

## 小説『白旗の少女』
挿絵は依光隆が担当、その他に写真も多く収録されている。
冒頭は、主人公がニューヨークで平和行進に参加するところから始まる。そこで彼女は写真家を捜し始めた。その後写真家と面会するところから回想に入る。
彼女（当時は松川富子）は首里で9人兄弟の五女・末娘として生まれ、平和に暮らしていた。そこでは沖縄の伝統を強く残した生活のことが語られている。その中で1944年（昭和19年）、母・カメが亡くなる。1945年（昭和20年）にはいよいよ沖縄に戦線が近づく。その4月1日、沖縄本島中部にアメリカ軍が艦砲射撃を加え、それと思われる音は首里にまで響いた。それから1か月すると、家の周辺にも砲弾がくるようになり、防空壕へ避難することが多くなった。5月10日ころ、父・直彰（ちょくしょう）が「何かあったら子供たちで判断して行動するように」と言い残して軍の依頼で食料を探しに家を出た。これが父との別離になった。
それから3日待って、通信隊へ父の安否を尋ねると、「それより早く南へ避難するよう」と言われ、今残っている兄弟姉妹4名（三姉・ヨシ子17歳、四姉・初子13歳、四兄・直裕（ちょくゆう）9歳、本人6歳11か月）は荷物をまとめて家を出た。昼間は洞穴などに身を隠し、夜間に歩いた。まずは父の消息を尋ねて真壁に行くがやはり不明で、それ以降は当てもなくとにかく南へ移動する。そのさなか、米須で一緒にいた兄が流れ弾に当たって死亡、さらに南へ移動するさなか、主人公は姉たちとはぐれてしまう。それから彼女は1人で避難行を続けることになる。
夜道を逃亡する際、姉2人とはぐれてしまい、たった1人になった彼女には頼りになるものはなにもない。記憶に残っている肉親の言葉をたよりに戦場をさまよう。必要なものは水や食料の他、肉親の愛情である。ひとりでガマに入っていこうとしても追い払われてしまう。子供は大きな声を出したりするため、敵兵に狙われてしまうからだ。
彼女は父の言っていたことをいろいろと思い出しながら行動している。「人間というものは、死ぬ運命にあるときは、どこにいても死ぬものだ。生きるときは、どんな危険にさらされても、生きるものだ」という言葉を思い出すと、砲弾や銃弾を避けるため、必死に洞穴を探すことをやめて平気で外を歩き回ったりする。ガマからガマへ「ネエネエ（お姉さんいる？）」と声をかけて回る。そのため「ヤナ、ウーマク、イナグワラビ（わるくて、きかんぼうの女の子）」という評判が立った。住民の敵はアメリカ軍だけでなく、日本軍も敵と言ってもよい存在であった。日本兵は沖縄の人々を守ってはくれなかった。彼女は日本兵に軍刀で斬りつけられようとさえした。死んだ日本兵はなんども目にし怖くはなかったが、生きている日本兵は恐ろしい存在だった。
動物に教えられたことも何度かある。蟻が行列を作っている場面に出くわすとその先に何かがあるのかを感じる。見届けようと先に進むと、日本兵が倒れていて背負っている雑のうに蟻が群がっている。雑のうの中に金平糖を見つける。缶詰を見つけたときは開け方を知らないままに石や木の枝で中身を取り出したりしている。小さな芋を抱えたネズミからその芋をもらったこともある。砲弾に怯えたウサギを見つけると、親しかった兄の身代わりとして「ニイニイ」と名前を付けてしばらくともに過ごす。彼女は愛情に飢えていたのだ。　そうして彼女は多くの戦死者、自殺する兵隊や集団自決する住民などを目にしながらさまよい、あるガマでは日本兵に殺されかける。一人きりでの移動が1か月ほどになったとき、とあるガマに入ったところ、そこには老夫婦がこもっていた。その老人は両手両足がなく、目の不自由な老婆に身の回りの世話をさせ、その洞窟で暮らしていた。彼らは彼女を優しく受け入れ、彼女はここで初めてその身を休めることが出来た。その外では、戦闘が刻一刻と激しくなっていた。彼女は老夫婦にここで一緒に暮らして、一緒に死にたいと言ったが、それに対して、命の大切さや生き延びることの価値を説かれる。数日後、洞窟の外からアメリカ軍の呼びかけが聞こえた。これから爆弾を投げ込むから、その前に投降することを呼びかけるものだった。老人は老婆へ指示し、自分のふんどしで白旗を作らせ、その旗を彼女に持たせた。そして「世界中の約束だから、これを持ってれば大丈夫だ」と言い聞かせ、自分たちを残して1人で投降するよう促した。
彼女はほかの住民に混じって進んだ。1人の米兵が何かを構え、こっちをねらうようにしているのを見て、カメラのようだが、武器かも知れないと思いながら、かつての父に言われた言葉を思い出し、顔を上げ、笑顔を見せた。彼女はほかの避難者と一緒になり、そこで2人の姉に再会した。1945年6月25日のことだった。

## テレビドラマ

### 1990年版
1990年8月17日の21:03 - 23:22 (JST) に、フジテレビ系列にて放送。

#### 出演
- 若山富三郎
- 中村嘉葎雄
- 工藤夕貴
- 新垣あや
- 森田健作
- 宅麻伸
- 香川京子
- 高松英郎

#### スタッフ
- 製作：フジテレビ、Gカンパニー
- 監督：伊藤俊也
- 脚本：佐伯俊道

### 2009年版
『テレビ東京開局45周年記念ドラマスペシャル・白旗の少女』（テレビとうきょうかいきょくよんじゅうごしゅうねんきねん ドラマスペシャル・しらはたのしょうじょ）として、同局系列にて、2009年9月30日の21:00 - 23:14に放送。沖縄では琉球放送（TBS系列）にて同年11月3日に放送。

#### 出演
- 比嘉富子 - 黒木瞳
- 松川富子 - 八木優希
- 松川ヨシ子 - 鈴木杏
- 池内光男 - 勝地涼
- 松川初子 - 大平うみ
- 松川直裕 - 神谷涼太
- 安盛 - 菅原文太 ※テレビドラマにおける遺作。2014年11月28日に死去。
- ウシ - 倍賞千恵子
- 国村 - 渡辺いっけい
- 松川カメ - とよた真帆
- 松川直彰 - 石黒賢
- 大島蓉子
- 眞野裕子
- 内田滋
- 高橋良輔
- 長濱正明
- 大矢晃弘、真下有紀、今泉あまね、伊藤幸純、藤あけみ、宮良ミキ、関口篤、安里理香、松田恵、平田清義、比嘉憲吾、加藤ひろみ、新垣飛来、宮城松栄、福田加奈子、泉政子、玉那覇重光

#### スタッフ
- 製作：テレビ東京、共同テレビジョン
- 演出：土方政人
- 脚本：神山由美子
- EDソング：夏川りみ「童神〜ヤマトグチ〜」
- プロデュース：岡部紳二、山鹿達也、柳川由紀子
- チーフプロデューサー：小川治
- 選曲：志田博英
- 技術協力：バスク
- 美術協力：フジアール
- 制作協力：ベイシス、国際放映
- 火薬効果：パイロテック
- 操演：羽鳥博幸
- 造形：百武朋
- スタントコーディネーター：釼持誠
- スタント：野貴葵、花田奈美、澤田千作、佐野弥生、高野弘樹
- 映像資料協力：沖縄戦記録フィルム1フィート運動の会、クリエーションファイブ
- 写真資料協力：講談社、沖縄県平和祈念資料館
- ロケ協力：沖縄フィルムオフィス、今帰仁撮影支援隊、小山町フィルムコミッション、栃木県フィルムコミッション、うるま市（与那城屋慶名地区・勝連比嘉）、国頭村（辺戸地区・奥間地区）、八重瀬町（具志頭地区）、糸満市（真壁地区・字米須自治会）、南城市（仲村渠地区）、本部町（具志堅地区）、名護市（天仁屋地区・真喜屋地区・饒平名地区）、国営沖縄記念公園郷土村、JAおきなわ、ファーマーズマーケットやんばる、沖縄子ども未来ゾーン、名護市消防本部　ほか

#### 遅れネット
- BBT富山テレビ（フジテレビ系列） - 2009年11月21日14:55 - 17:10
- TBC東北放送（TBS系列） - 2009年12月30日9:35 - 11:50
- KFB福島放送（テレビ朝日系列）2009年12月30日15:00 - 17:15
- MRO北陸放送（TBS系列） - 2010年1月2日12:00 - 14:15
- HTV広島テレビ（日本テレビ系列） - 2010年3月7日25:50 - 28:05